# New Horizons
New Horizons, NASA-ina svemirska sonda lansirana s ciljem istraživanje patuljastog planeta Plutona i njegovih pet prirodnih satelita: Harona, Hidre, Nikte, Kerbera i Stiksa. Planirano je i proučavanje jednog ili dva objekta Kuiperovog pojasa. Prva je letjelica iz programa New Frontiers.
S brzinom od 58.536 km/h (16,26 km/s) nakon posljednjeg gašenja motora, najbrži je objekt koji je izradio čovjek. 28. veljače 2007. New Horizons je preletio pokraj Jupitera nakon čega je nastavio put prema Plutonu do kojeg je došao 14. srpnja 2015.

## Opis sonde
Tijelo sonde je trokutastog oblika i visine 0,76 m. Na trokutasto tijelo je pomoću aluminijskog držača pričvršćena parabolična radionantena promjera 2,1 m. RTG viri van sonde i pričvršćen je titanijskim nosačem.
Sonda je tokom leta prema Jupiteru i Plutonu stabilizirana vrtnjom oko svoje osi, a u blizini planeta prebacuje se u troosnu stabilizaciju. Orijentacija se postiže pomoću 12 malih potisnika na hidrazin, snage 0,9 N, i 4 veća potisnika za promjenu putanje snage 4,4 N. Sonda sa sobom nosi 77 kg hidrazina što je dovoljno za promjenu brzine (delta-V) od 290 m/s.
Izvor energije je RTG i on je prilikom lansiranja davao 240 W energije pri 30 V. Očekuje se da će količina dostupne energije padati 5% svake 4 godine. U vrijeme dolaska sonde do Plutona RTG će davati 200 W energije. RTG korišten na New Horizonsu je zapravo rezervni RTG iz misije Cassini.
Komunikacija se odvaja preko radioantene promjera 2,1 m koja u blizini Jupitera omogućava komunikaciju brzinom od 38 kbit/s, a u blizini Plutona 1 kbit/s.

## Tijek misije

### Trenutni status
New Horizons se 1. siječnja 2019. nalazio na 14.1 AJ od Sunca i 35.83 AJ od Zemlje. Brzina sonde u odnosu na Sunce je 14,072 km/s, a radio signalu je trebalo 6 sati da bi prešao put od Zemlje do sonde i natrag. New Horizons je 1. siječnja 2019. godine uspješno ostvario prelet pored MU69 2014. (nadimak "Ultima Thule" - objekt nepravilnog oblika kikirikija dugačak oko 35 km i širok 15 km). "Ultima Thule" je najudaljenije svemirsko tijelo koje je NASA ikada otkrila.

### Lansiranje
Lansiranje New Horizonsa prvotno je planirano za 11. siječnja 2006. no zbog pregleda spremnika rakete odgođeno je za 17. siječnja. Dodatnu odgodu od dva dana uzrokovali su nepovoljni vremenski uvjeti i tehnički problemi. Konačno je lansiran s lokacije Pad 41 u Cape Canaveralu, Florida, 19. siječnja 2006. u 14:00 EST. Drugi raketni stupanj, Centaur, uključio se u 14:30 EST (19:30 UTC) i uspješno poslao sondu u zadanu putanju. Letjelici je bilo potrebno samo devet sati da dođe do orbite Mjeseca koju je prošla prije ponoći (EST) istog dana.
Iako su postojali pomoćni datumi za lansiranje u veljači 2006. te veljači 2007., samo su prva 23 dana 2006. godine omogućavala prelet Jupitera. Da prelet nije bio moguć, letjelica bi putovala znatno nižom brzinom te bi do cilja došla s 2-4 godine zakašnjenja. 

### Mars i 132524 APL
7. travnja 2006. New Horizons je presjekao orbitu Marsa na udaljenosti od 299 milijuna kilometara od planeta, pritom se udaljavajući brzinom od oko ~ 21 km/s. 13. lipnja iste godine u 04:05 UTC, obavio je prelet asteroida 132524 APL (ranije poznat kao 2002 JF56) na udaljenosti od 101.867 km. Promatran je u razdoblju od 11. do 13. lipnja što je kontroli misije ujedno poslužilo i kao testiranje mogućnosti praćenja brzo kretajućih objekata. Fotografije asteroida snimljene su pomoću Ralpha. Dobiveni podaci sugeriraju da se radi o asteroidu S-tipa promjera 2,3 km.

### Jupiter
Prve fotografije Jupitera New Horizons je snimio pomoću LORRI-ija 4. rujna 2006. na udaljenosti od 291 milijuna kilometara. Detaljnije prikupljanje informacija o Jovijanskom sustavu započelo je u siječnju 2007. s infracrvenom snimkom mjeseca Kalista i nekoliko crno-bijelih fotografija samog planeta.
New Horizons je tijekom razdoblja od nekoliko mjeseci (siječanj - lipanj) obavio oko 700 pojedinačnih promatranja. Od posebnog interesa bile su atmosferske prilike koje su analizirane s različitim instrumentima kako bi se otkrila struktura i sastav oblaka. Tako su u polarnim regijama zabilježene toplinom izazvane munje te su izrađena prva detaljana mjerenja "valova" što se protežu duž planeta i upućuju na snažne olujne aktivnosti u nižim slojevima. Po prvi put je izbliza fotografirana i Mala crvena pjega veličine 70% Zemljinog promjera.
Pod različitim kutovima i uvjetima osvjetljenja, New Horizons je fotografirao dosad najkvalitetnije slike Jupiterovog rijetkog sustava prstenova. Unutar njega su pronađeni ostaci koji sugeriraju da je došlo do nedavnih sudara unutar prstenova ili do nekog nepoznatog, egoztičnijeg, fenomena. Potraga za malim mjesecima unutar prstenova nije polučila rezultate.
Po prvi detaljno je istražnea i Jupiterova magnetosfera,
Proučavanje Jupiterova četiri najveća mjeseca fokusiralo se na Iju čiji aktivni vulkani izbacuju tone materijala u planetarnu magnetosferu, pa i dalje. O primjećenih 11 različitih erupcija, najspektakularnija je bila ona vulkana Tvashtar koja se uzdigla do visine od 320 km iznad površine. Događaj je omogućio jedinstven pogled na strukturu i kretanje stupa izbačenog materijala dok se kretao u vis a zatim padao na površinu. Uz to je primjećen infracrveni trag još 36 vulkana.
- Ija
- Europa
- Ganimed
- Kalisto

Kalisto je iskorišten za testiranje tehnike mjerenja površinske temperature. To se postiže analiziranjem infracrvenog spektra leda dok se mijenjaju uvjeti osvjetljenja i promatranja te dok se hladi tijekom popodneva jer spektar u određenoj mjeri ovisi o temperaturi.
Nakon Jupiterove gravitacije praćke, brzina New Horizons se povećala za gotovo 4 km/s.

### Hibernacija i daljnje putovanje
Nakon istraživanja Jupitera, veći dio puta prema Plutonu New Horizons će provesti u hibernaciji. To je način rada u kojem su isljučene sve glavne komponente s ciljem njihovog očuvanja i produženja životnog vijeka. "Buđenje" letjelice planira se obavaljati svaka dva mjeseca prilikom čega će računalo obaviti dijagnostiku i na Zemlju poslati signal o stanju sustava. Prva hibernacija započela je 27. lipnja 2007.
8. lipnja 2008. dok se nalazio u stanju hibernacije, New Horizons je presjekao orbitu Saturna na udaljenosti od 10,06 AJ od Sunca, pritom se udaljavajući brzinom od 65.740 km/h. Orbitu Urana presjekao je 18. ožujka 2011. na udaljenosti od 1,8 milijardi km od Sunca.Prelet Neptunove orbite obavio je 25. kolovoza 2014.
6. prosinca 2014. poslan je signal da se letjelica probudi iz hibernacije i prijeđe u glavni način rada. Odgovor letjelice primljen je idući dan, 7. prosinca u 2:30 UTC.

### Pluton
Prve fotografije Plutona snimljene su u razdoblju od 21. do 24. rujna 2006. pomoću LORRI-ija kada se letjelica nalazila 4,2 milijarde kilometara od svog cilja.

### Instrumenti
| Instrument                                                         | Opis | Slika | Bilješke |
| ------------------------------------------------------------------ | --- | ----- | -------- |
| Ralph                                                              | Glavna namjena Ralpha je fotografiranje zemljopisnih mapa visoke rezolucije te sastavljanje mapa površinskog sastava. Sastoji se od dva odvojena dijela: - Multispectral Visible Imaging Camera (MVIC) - Linear Etalon Imaging Spectral Array (LEISA) 76 mm teleskopski sklop prikuplja i fokusira svijetlo iz oba dijela. |       | [ 13 ]   |
| Alice                                                              | Ultraljubičasti spektrometar koji će analizirati atmosferu Plutona. |       | [ 13 ]   |
| Radio Science Experiment REX                                       | U osnovni, tiskana pločica sa sofisticiranom elektronikom koja je povezana s New Horizonsovim radio telekomunikacijskim sustavom. Koristeći se tehnikom okultacije, slično kao kod Alice, REX se može koristiti za analizu Plutonove atmosfere.                                                                            |       | [ 13 ]   |
| Long Range Reconnaissance Imager LORRI                             | Od svih instrumenata, LORRI omogućuje najbolju prostornu rezoluciju. Sastoji se od 8,2 inčnog (20,8 cm) teleskopskog aparata koji vidljivu svjetlost fokusira na foto osjetljivi senzor. Relativno je jednostavnog dizajna, bez filtera i pokretnih dijelova.                                                              |       | [ 13 ]   |
| Solar Wind Analyzer around Pluto SWAP                              | SWAP će mjeriti nabijene čestice sunčevog vjetra u blizini Plutona kako bi otkrio posjeduje li magnetosferu te kojom mu brzinom nestaje atmosfera. |       | [ 13 ]   |
| Pluto Energetic Particle Spectrometer Science Investigation PEPSSI | Glavni zadatak PEPSSI-ja je odrediti brzinu bijega Plutonove atmosfere, mjeriti interakciju između sunčevog vjetra i ionosfere te odrediti izvor i podrijetlo energetskih čestica u njegovoj blizini. |       | [ 14 ]   |